# Alianckie środki desantowe w II wojnie światowej

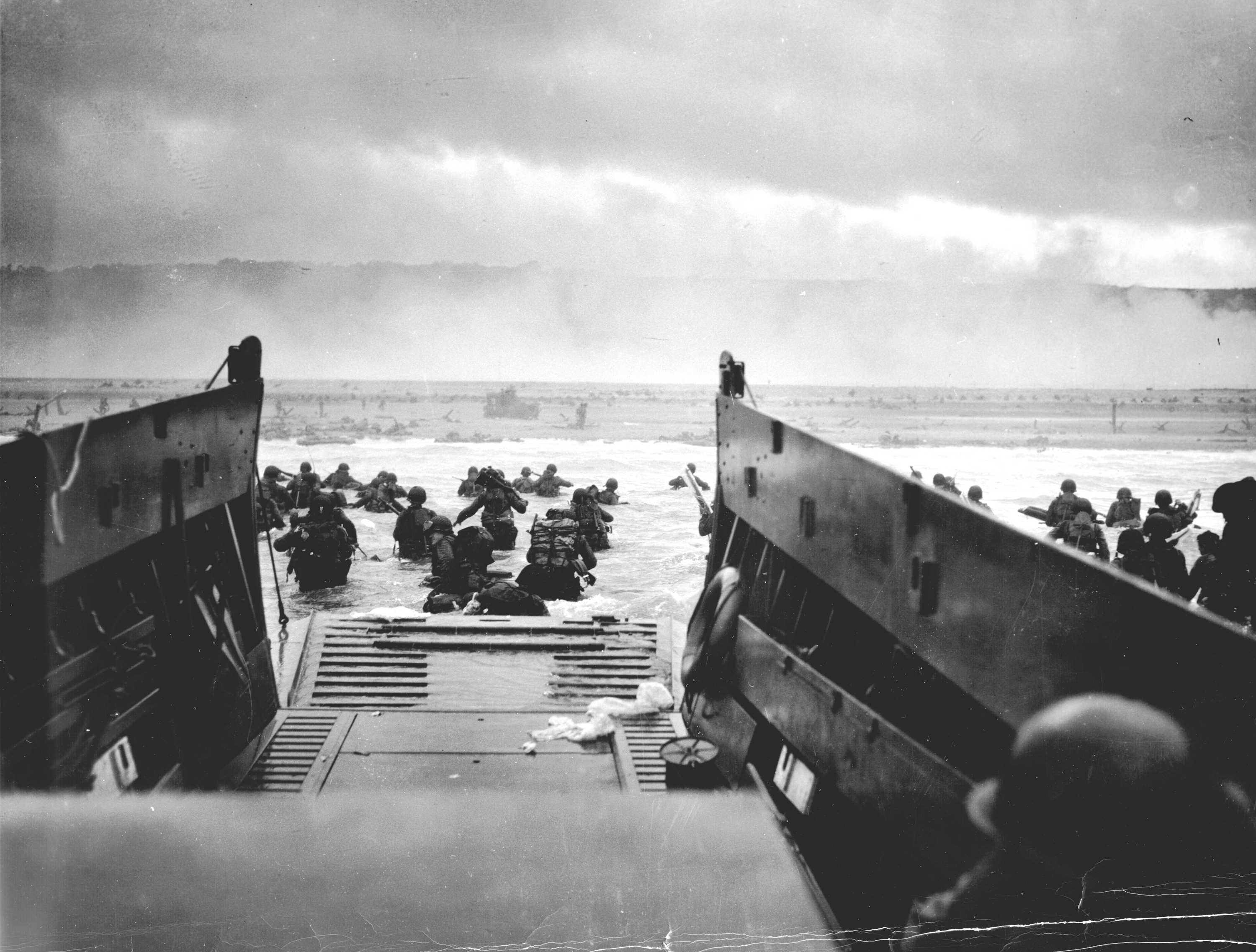
Omaha Beach, 6 czerwca 1944 r. Widok z wnętrza barki LCM(3)

W czasie II wojny światowej alianci stanęli wobec nieznanego dotąd problemu w postaci czekających ich licznych morskich operacji desantowych zarówno na Pacyfiku, jak i w Europie, a tym samym wobec konieczności skonstruowania i zbudowania różnorodnych jednostek lądujących, zaopatrzeniowych oraz wsparcia. Według niepełnych i niedokładnych danych w czasie wojny zbudowano na potrzeby operacji desantowych wiele tysięcy środków desantowych, których typy i ilości przedstawia umieszczona obok tabelka. Najwięcej skonstruowano pojazdów uderzeniowych (ponad 20 000 LCA, ponad 14 000 LVT(1-4) Amtrac i ponad 12 000 LCM(1-7)) i Barek Desantowych Piechoty (ponad 12 000).
Dzięki temu wielkiemu wysiłkowi udało się wygrać wojnę z Japonią, jak również były możliwe inwazje w Afryce Północnej, na Półwyspie Apenińskim i w Normandii, co znacznie przyspieszyło zakończenie wojny w Europie. W niniejszym zestawieniu wymieniono w pierwszej kolejności te środki, które brały udział w pierwszych etapach operacji, atakując plaże i wysadzając na nich pierwsze oddziały szturmowe piechoty morskiej. W dalszej kolejności przedstawiono okręty desantowe wielorakiego przeznaczenia i różnej wielkości.

## Pojazdy amfibijne

### LVT-1 – LVT-4Amtrac

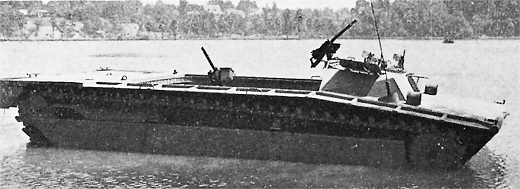
LVT(A)-2 (opancerzona wersja LVT-2)

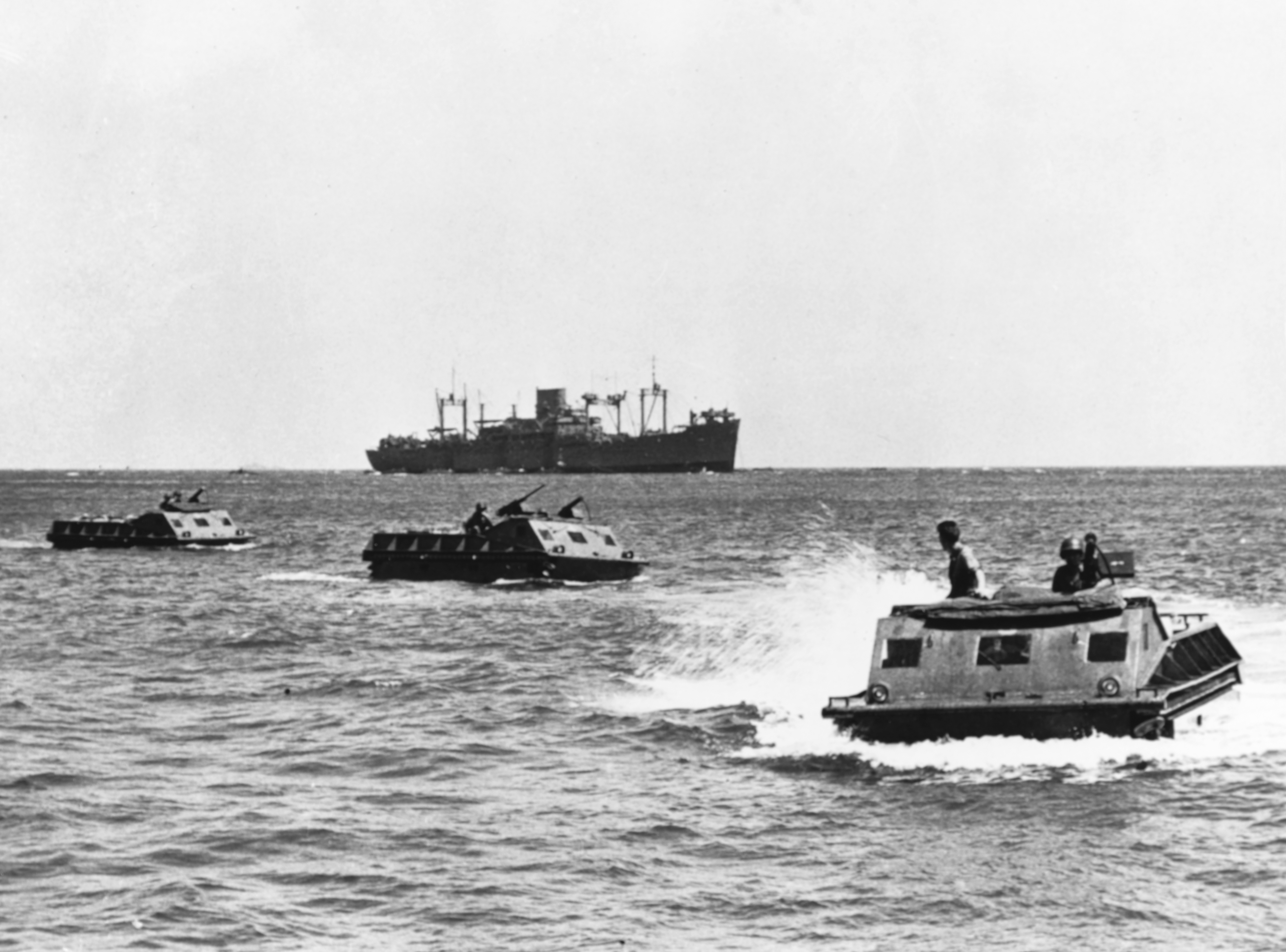
Amtraki LVT-1 podczas lądowania na Guadalcanalu

Gąsienicowy pojazd amfibijny (ang.: amtrac, amphtrac – od amphibious tractor) – rodzina amerykańskich pływających transporterów gąsienicowych, używanych w czasie II wojny światowej do celów desantowo-szturmowych.
Amtrac powstał na bazie elementów podwozia czołgu M3 i z początku nie miał przeznaczenia bojowego. Pierwsze „amtraki” zaprojektowano do celów cywilnych na bagnistych terenach Everglades na Florydzie. Jednak w początkach wojny, gdy stało się oczywiste, że wojska amerykańskie będą musiały podejmować operacje desantowe na wyspach Pacyfiku, zaistniała konieczność zaadaptowania cywilnego projektu do celów wojskowych. W ten sposób doszło do skonstruowania pojazdów LVT-1, a następnie LVT-2 i 4 (ang.: Landing Vehicle, Tracked – pojazd desantowy, gąsienicowy) z silnikiem benzynowym Continental W970 o mocy 250 KM pozwalającym na osiąganie prędkości na lądzie 32 km/h i w wodzie 12 km/h. LVT ważyły około 11 (z ładunkiem do 13) ton, a ich rozmiary wynosiły 7,97 × 3,25 × 2,5 m. Zasięg 160 km. Uzbrojenie stanowiły montowane opcjonalnie karabiny maszynowe kalibru 12,7 mm i 7,62 mm. Część późniejszych lub zmodyfikowanych pojazdów otrzymała lekkie opancerzenie. Innowacją zastosowaną w wersji LVT-4 była opuszczana tylna rampa do przedziału ładunkowego. Na ich bazie opracowano pływające wozy wsparcia ogniowego LVT(A)-1 z działkiem 37 mm i LVT(A)-4 z haubicą 75 mm w wieży. Armia Brytyjska otrzymała pewną liczbę LVT i używała ich podczas operacji w Europie. Otrzymały nazwy Buffalo i Sea Serpent (te ostatnie uzbrajano w dwa miotacze płomieni typu Wasp montowane z przodu pojazdu).
LVT-3 Bushmaster, wprowadzony na uzbrojenie USMC w 1945 roku, był zupełnie nowym rozwiązaniem, szczególnie ze względu na silne opancerzenie, co zwiększyło wagę pojazdu do 12 065 kg (17 509 kg z ładunkiem). Dwa silniki Cadillaca o łącznej mocy 164,1 kW pozwalały na rozwinięcie prędkości 27,3 km/h na lądzie i 9,7 km/h w wodzie. Również posiadał rampę ładunkową z tyłu. Uzbrojenie było takie samo jak w pozostałych typach „amtraków”, a do końca działań na Pacyfiku wybudowano 2692 sztuki.
Łącznie (w czasie wojny na wszystkich obszarach operacyjnych w Europie, Afryce, Azji i na Oceanie Spokojnym) wyprodukowano ponad 14 tysięcy „amtraków”.
Niezależnie od „amtraków” powstała seria kołowych pojazdów amfibijnych DUKW, powszechnie zwanych „kaczorami” (ang.: duck), produkcji firmy GMC, opracowanych na bazie trzyosiowej ciężarówki, których w okresie wojny powstało 21 147 sztuk. Wiele DUKW wysłano do ZSRR, gdzie zostały uznane za bardzo przydatne.
Brytyjskim odpowiednikiem DUKW był Terrapin, pojazd 4-osiowy z napędem na wszystkie koła, a w wodzie dwiema śrubami. Terrapin ważył 6909 kg, a z pełnym ładunkiem 12 015 kg. Napęd: 2 silniki V-8 Forda o mocy 63,4 kW każdy. Prędkość maks. na lądzie 24 km/h, w wodzie 8 km/h. Zbudowano ich około 500 sztuk.

### LCA, LCP, LCV, LCVP

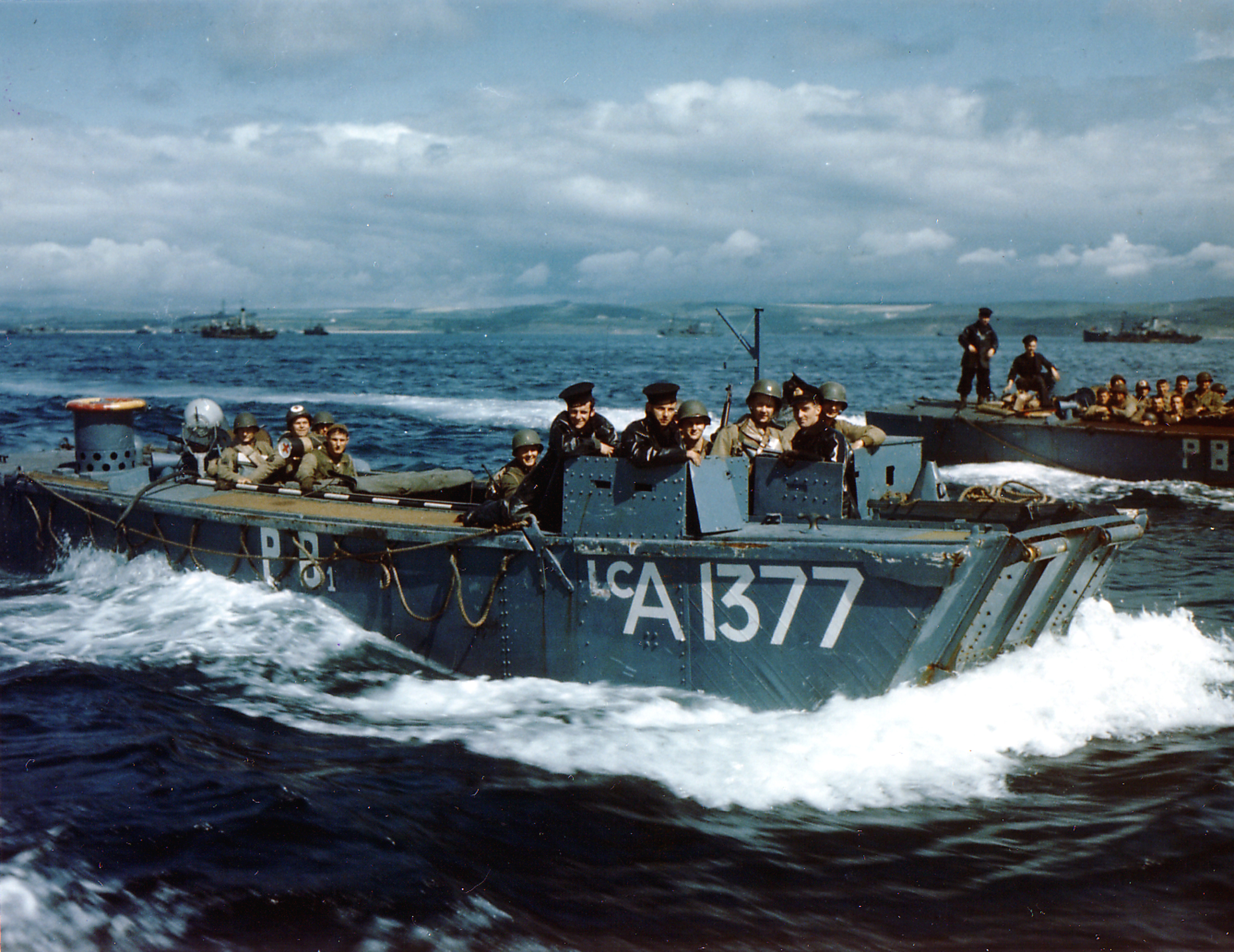
Brytyjski kuter LCA

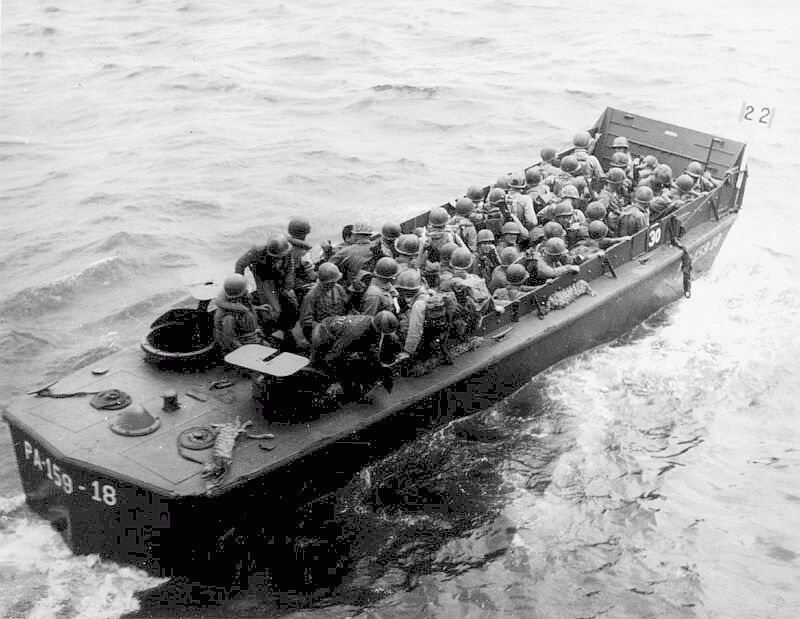
Zdjęcie ukazujące ciasnotę panującą na pokładzie LCVP

„Pudełko do butów udające motorówkę” – tak określali żołnierze oddziałów Marines podstawowy pojazd amfibijny do przewozu na plaże pierwszego rzutu piechoty. Brytyjskim kutrem o tym przeznaczeniu był Desantowy Kuter Szturmowy (ang.: Landing Craft, Assault, w skrócie LCA). Przy wyporności 11–13,5 ton i długości 41,5 stóp (12,6 m) mogły one transportować 35 żołnierzy. W latach 1940–1944 powstało ich 2030. W Wielkiej Brytanii powstało też ok. 420 małych łodzi LCP(2) i LCP(S) (Landing Craft Personnel) o wyporności do 5,5 ton.
Jeszcze przed wojną podjęto w USA prace nad zaprojektowaniem kutrów, które dałyby się podwiesić pod żurawikami szalupowymi przenoszącego je statku, zabierać pluton wojska z wyposażeniem i uzbrojeniem i wysadzić te siły przy plaży. Zaprojektowano je na bazie cywilnych łodzi produkowanych przez firmę Higgins, stąd znane były powszechnie jako „łodzie Higginsa” (Higgins Boats). Początkowo amerykańscy Marines zamówili model 32-stopowy (9,7 metra), zabierający 24 żołnierzy. Został on jednak wyparty przez powiększoną wersję 36-stopową, zamówioną przez Brytyjczyków w 1940 roku, oznaczoną LCP(L) (Landing Craft Personnel (Large) – kuter desantowy dla personelu (duży)), których zbudowano w USA 2140. Jednostka o drewnianej konstrukcji miała długość 11,2 m i wyporność pełną 8 ton. Kuter ten mógł przewozić 36 żołnierzy lub do ok. 4 ton ładunku, ale wyładunek był utrudniony z powodu konieczności wyskakiwania przez burty lub dziób. Rozwinięciem był LCP(R) wyposażony w rampę dziobową, ułatwiającą wysiadanie, których zbudowano 2572. Dalszym rozwinięciem był LCV (Landing Craft Vehicle – kuter desantowy dla pojazdów), z dużą opancerzoną rampą, mogący przewozić lekkie pojazdy, których zbudowano 2366. Ostatecznym i najpowszechniej używanym wzorem kutra desantowego Higginsa był lekko opancerzony LCVP (Landing Craft Vehicle, Personnel – kuter desantowy dla pojazdów i personelu). Podczas wojny powstało ich aż 22 942.
Barki te miały wiele wad, a wśród nich ciasnotę, przelewanie się wody przez niską burtę, przecieki rampy wyładowczej i słabą widoczność ze stanowiska sternika, lecz mimo to były powszechnie używane. LCVP przy wyporności w stanie lekkim 8 ton i długości 11 m mogła zabrać 36 żołnierzy lub pojazd lub działo o masie do ok. 3 ton. Używane silniki benzynowe o łącznej mocy 220–450 KM pozwalały na rozwinięcie szybkości 8 w. Uzbrojenie stanowiły 2 karabiny maszynowe Browning M1918 A2 kal. 7,62 mm i (w wersji wsparcia desantu LCA/HR) 4 wyrzutnie Hedgehog po 6 granatów w każdej.

### LCM(1) – LCM(7)

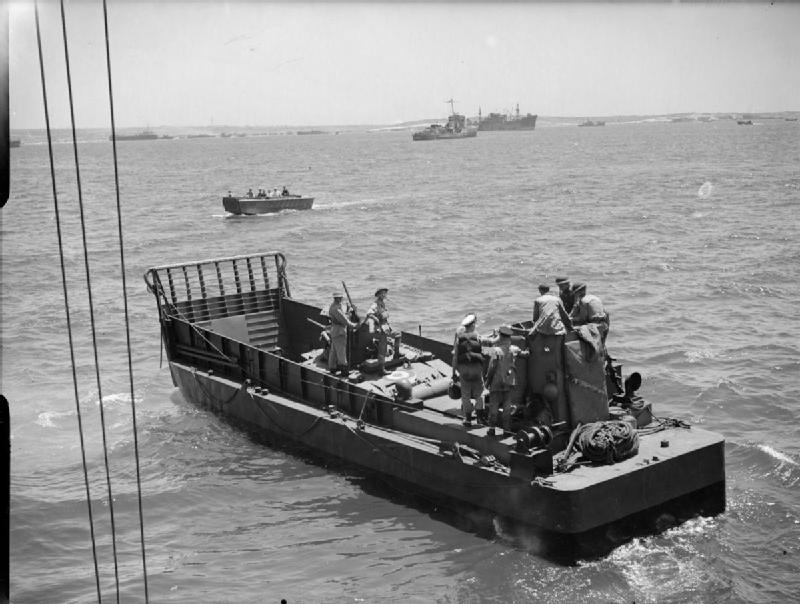
Barka LCM(3) z czołgiem M3 Stuart

„Stalowy ponton z parapetami” – tak zachwalali swe dzieło brytyjscy konstruktorzy prototypu Barki Desantowej dla Sprzętu Zmechanizowanego (ang.: Landing Craft, Mechanized, w skrócie LCM) powstałego jeszcze w 1929 roku. Miał 12,8 m długości, rozwijał prędkość 5 węzłów i mógł dostarczyć do miejsca lądowania jeden lekki, 12-tonowy czołg. W roku 1940 firma Thornycroft dostarczyła seryjny model LCM(1), nieco dłuższy (14,8 m), o wyporności 36 ton, nieco szybszy (7 węzłów) i zdolny do przewiezienia czołgu 15-tonowego lub 100 żołnierzy. Próby w morzu nie były ukończone do czasu ewakuacji Dunkierki, ale awansem zamówiono 12 sztuk. W rezultacie zbudowano ich do 1944 roku w Wielkiej Brytanii około 600.
Tymczasem amerykańska Piechota Morska (Marines) miała swoje plany, bowiem chodziło o możność wpływania w płytkie i wąskie ujścia rzek na obszarze Pacyfiku. Barka LCM(3) została skonstruowana przez Higginsa na bazie powiększonej konstrukcji LCVP. Jej długość wynosiła 15,2 m, a wyporność 23 t w stanie pustym i 52 tony pełna. Na barkę LCM(3) można było załadować czołg o masie 26,8 ton lub inny pojazd wojskowy, albo 60 żołnierzy. W latach 1942–1945 zbudowano ich ponad 8631. Była to najcięższa jednostka, jaka mogła być wodowana z większych okrętów za pomocą żurawików.
Wersja LCM(6) różniła się przedłużeniem o 1,83 m na śródokręciu dla zwiększenia ładowności i przewożenia czołgów 30-tonowych klasy M4 Sherman. Zbudowano ich w USA 2513. Wersje LCM(4), (5) i (7) były brytyjskie. Ostatnia odmiana brytyjska – LCM(7) – miała wyporność 63 tony, długość 18,4 m i mogła przewozić czołg 40-tonowy (zbudowano ich 150 sztuk w latach 1943–1944).

### Sherman DD

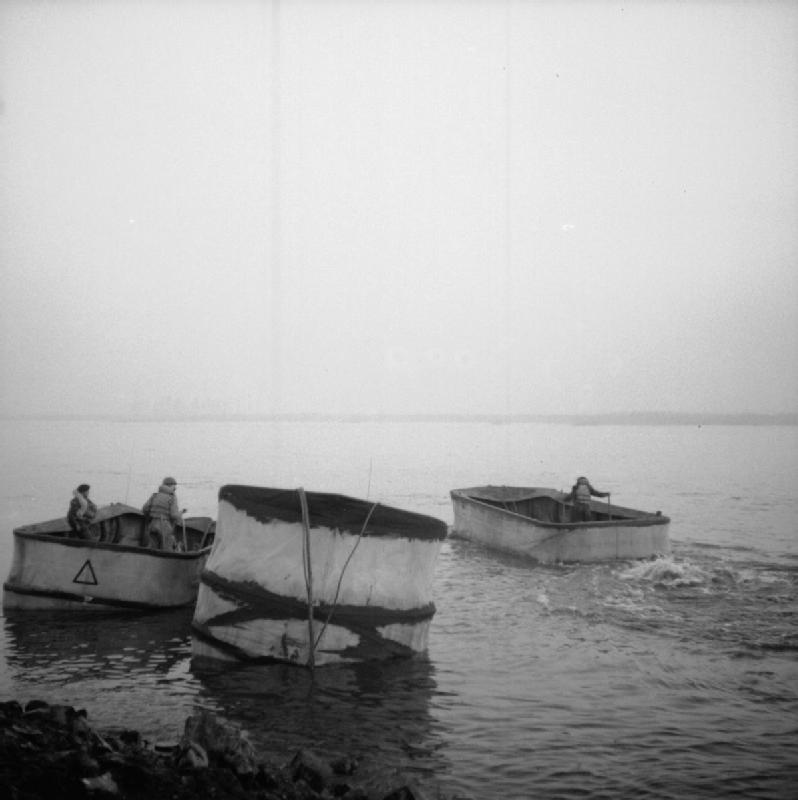
Czołgi Sherman DD podczas forsowania Renu

Od roku 1941 Brytyjczycy myśleli o wyprodukowaniu czołgu pływającego, który mógłby być niezwykle pomocny przy operacjach inwazyjnych. Próby prowadzone z czołgami Tetrarch i Valentine nie wypadły zadowalająco, postanowiono więc wykorzystać projekt, który zakładał użycie amerykańskich czołgów średnich Sherman. W ten sposób powstał czołg DD (ang.: Duplex Drive), w którym po uszczelnieniu dolnych partii kadłuba, dodaniu śruby napędowej i steru, wprowadzono otaczający kadłub i wieżę gumowy ekran wysokości 97 cm stawiany przez załogę w czasie około 15 minut. Osiągi czołgów DD Sherman nie były nadzwyczajne i bardzo zależne od stanu morza – z 32 czołgów wysłanych zbyt daleko od brzegu na plażę Omaha 28 zatonęło wraz z załogami. Jednak ich użycie podczas Operacji Overlord zaskoczyło Niemców, którzy sami nie mogli pochwalić się podobnym osiągnięciem i nie spodziewali się czołgów w pierwszej fali desantu na plażach Normandii.
Ogółem zbudowano 560 sztuk, przy czym produkcji zaniechano po opanowaniu Holandii, kiedy przestały być potrzebne do pokonywania rozlewisk Skaldy i innych większych przeszkód wodnych. W sumie czołgi te okazały się niezbyt przydatne w walce – bardziej liczył się efekt psychologiczny w chwili, gdy na bronionej przez piechotę z jej lekkim uzbrojeniem plaży pojawiały się czołgi.

### M29C Weasel
Najmniejszym pojazdem amfibijnym używanym przez Aliantów w czasie wojny był lekki gąsienicowy transporter pływający M29C Weasel (łasica), o masie 2195 kg (z pełnym obciążeniem 2740 kg), którego używano głównie do transportu rannych i zaopatrzenia piechoty. Ze względu na niewielki nacisk na podłoże używano go także do pokonywania pól minowych. W czasie wojny zbudowano ich około 8 tysięcy. Oryginalnie Łasice były zaprojektowane jako pojazdy do działań na śniegu i w pierwotnej wersji M29 nie były one pływające. Osiągi: silnik benzynowy Studebaker Mod. 16-170 o mocy 56 kW pozwalał na rozwijanie prędkości 60 km/h na szosie i 6,5 km/h w wodzie. Załoga 3 ludzi.

## Okręty desantowe

### LSH i AGC
Brytyjskie okręty LSH (ang.: Landing Ship, Headquarters) oraz amerykańskie AGC (ang.: Amphibious Force Flagship) to okręty dowodzenia w licznych operacjach desantowych na Pacyfiku i w Europie. Były to zazwyczaj przebudowane frachtowce lub liniowce pasażerskie odpowiednio wyposażone (zwłaszcza w aparaturę łączności) i uzbrojone (silna artyleria przeciwlotnicza). Stanowiły one niezbędny element operacji desantowych. Z reguły w operacji takiej brały udział co najmniej dwa LSH/AP, bowiem nieprzyjaciel szybko zorientował się w znaczeniu tych jednostek i atakował je w pierwszej kolejności. Przykładem okrętu AP był USS „Ancon”, statek pasażerski zaadaptowany wstępnie jako transportowiec dla wojska, a następnie jako okręt dowodzenia. W tej roli brał udział w operacji lądowania na Sycylii, Salerno, w Normandii i na Okinawie; brał też udział (jako jedna z jednostek towarzyszących) w akcie podpisania aktu kapitulacji Japonii w Zatoce Tokijskiej.

### APD
Szybkie okręty transportowe przebudowane ze starych niszczycieli „flush deck” lub nowych niszczycieli eskortowych. Używane tylko na Pacyfiku.

### LSI(L/M)/AP-APD

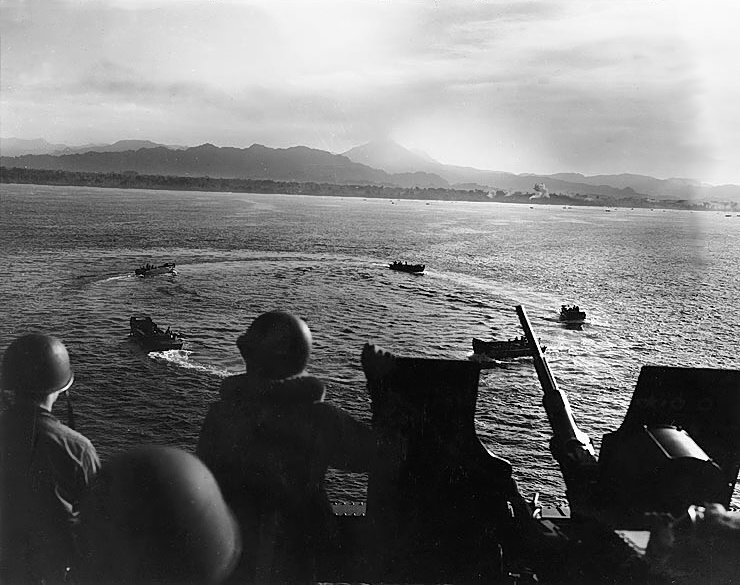
Barki desantowe – widziane z pokładu okrętu typu APD – formują konwój przed lądowaniem na Wyspie Bougainville’a

Duże okręty desantowe piechoty (ang.: Landing Ship, Infantry (Large), w skrócie LSI(L)), pod koniec wojny i w okresie powojennym oznaczane jako transportowce uderzeniowe (ang.: Attack Transport, w skrócie AP), miały za zadanie dostarczyć do miejsca lądowania wojska desantowe i służące do lądowania pojazdy amfibijne. W 1941 roku zaadaptowano do tego celu trzy statki pasażerskie Linii Blue Funnel/Glen/Shire – „Glenearn”, „Glengyle” i „Glenroy” – zdolne do przewozu do 1300 żołnierzy oraz 12 barek desantowych LCA (patrz wyżej) i 2 większych LCM (patrz wyżej). Jednostki te charakteryzowały się bardzo silnym uzbrojeniem przeciwlotniczym.
Okręty typu AP to jednostki budowane jako desantowce. Miały 11 500 t wyporności (w serii generałów) lub 12 700 t wyporności (w serii admirałów). Osiągały prędkość 18 węzłów, a ich zasięg wynosił 22 tysiące km.
Średnie okręty desantowe piechoty (ang.: Landing Ship, Medium, w skrócie LSI(M)) – przebudowane ze średniej wielkości statków pasażerskich i frachtowców – w większości belgijskich i holenderskich, które po inwazji niemieckiej schroniły się w portach brytyjskich – przeznaczone były do operacji desantowych na małą skalę, jako że zabierały do 600 ludzi (załoga własna, załogi 6 pojazdów amfibijnych LCA, piechota). Takie jednostki brały udział w rajdzie na Dieppe. Z kolei amerykańskie szybkie transportowce (ang.: High-Speed Transport, w skrócie APD), czyli przebudowane stare, czterokominowe niszczyciele, zabierały do 150 żołnierzy i 4 pojazdy amfibijne, cztery haubice 75 mm i 255 m³ zaopatrzenia. Uczestniczyły głównie w wojnie na Pacyfiku, gdzie – dzięki silnemu uzbrojeniu – były mniej zależne (niż inne jednostki desantowe) od okrętów osłony.

### LST

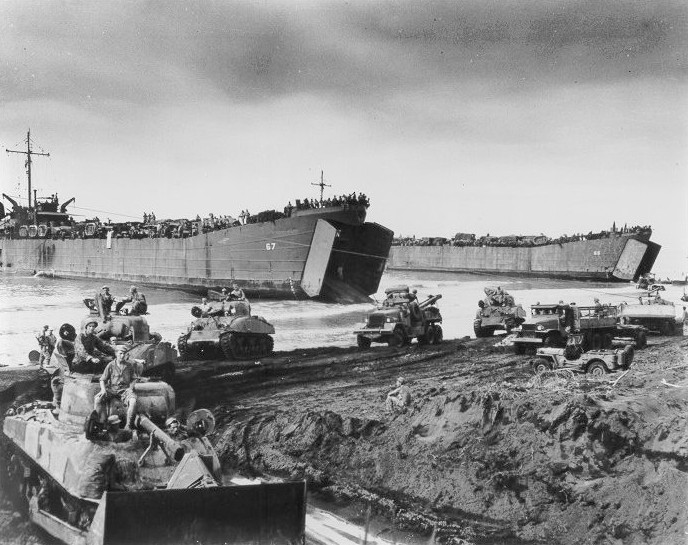
Amerykańskie okręty desantowe LST po wyładunku sprzętu bojowego na Nowej Gwinei, 1944 r.

Okręty desantowe do przewozu czołgów (ang.: Landing Ship, Tank, w skrócie LST) były budowane w wielu typach i odmianach, z których wymienić należy brytyjskie typu Maracaibo i Boxer oraz odmiany Mk 1-3, a także amerykańskie LST(2).
W roku 1940, w związku z ewakuacją wojsk brytyjskich spod Dunkierki, Winston Churchill zażądał od stoczni budowy jednostek, które będą w stanie przewieźć broń i pojazdy „poprzez plaże w miejsce gdziekolwiek na świecie”. Tymczasem konstruktorzy natrafili na trudności techniczne, związane ze zbudowaniem jednostki dużej, oceanicznej, ale jednocześnie płaskodennej i z rampą wyładowczą odpowiednio długą, by pojazdy mogły schodzić prosto na brzeg. W pierwszej chwili zwrócili uwagę na trzy tankowce, zbudowane w latach 1936–1937 specjalnie dla płytkich wód Jeziora Maracaibo w Wenezueli, a więc o zanurzeniu zaledwie 3 m. Podczas prac rekonstrukcyjnych okazało się, że okręt typu Maracaibo może zabrać pod pokład 2 LMC (patrz wyżej) lub 20 25-tonowych czołgów i 207 ludzi. Na dziobie umieszczono dwuskrzydłowe wrota, z których wysuwano dwuczęściową rampę o łącznej długości 38 m. Słabym punktem była mała (10 w.) prędkość, przez co Maracaibo nigdy nie wyszły poza fazę prób.
Znacznie lepsze okazały się jednostki projektu Boxer rozwijające prędkość 17 węzłów i zabierające pod i na pokład 20 średnich lub 13 ciężkich czołgów, bądź 27 ciężarówek z ładunkiem i 193 żołnierzy. Cztery anteny radiowe zapewniały doskonałą łączność i możliwość naprowadzania samolotów na cele, z którego to powodu w 1943 roku przekwalifikowano je do typu LSF (ang.: Landing Ship Fighter-direction).
Następnym i najbardziej udanym typem był LST(2) produkowany w USA, ale według brytyjskiego projektu. Do końca wojny zbudowano 1077 takich jednostek: wyporność całkowita 2160 t, długość 100 m, szerokość 15,2 m, zanurzenie 0,9/2,9 m. Dwa silniki Diesla po 670 kW pozwalały rozwinąć maksymalną prędkość 10,4 w. (co tym razem nikomu już nie przeszkadzało, zmieniła się bowiem cała koncepcja operacji desantowych – nie chodziło już o szybkie wyrzucenie na ląd niewielkiego desantu, a o potężne, wspierane ogniem z morza i osłoną z powietrza akcje morsko-desantowe, gdzie szybkość jednostek dowożących piechotę na plaże nie była już tak istotna). Pojemność: 2 LCI lub 18 średnich czołgów, względnie 27 ciężarówek i 163 żołnierzy. Dalszym rozwinięciem był brytyjsko-kanadyjski LST(3), szybszy od poprzednika o 3 węzły, ładowniejszy (5 LCA lub 15 ciężkich / 27 średnich czołgów, bądź 14 ciężarówek i 168 żołnierzy). Zbudowano ich 80 sztuk, ale do służby weszły już po wojnie.

### LSD
Okręty desantowe – doki (ang.: Landing Ship, Dock, w skrócie LSD) powstały z brytyjskiego zamówienia w ramach programu Lend-Lease. Umowa opiewała na 7 jednostek, ale Amerykanie zbudowali 27, nadwyżkę zachowując dla siebie. Pomysł wziął się stąd, że pierwsze LCT (patrz poniżej) miały trudności na wysokiej fali i należało je w jakiś sposób przetransportować w pobliże miejsca desantu. Amerykanie wykorzystali standardowe doki pływające, do których dobudowali dziób i nadbudówki. Były to jednostki o małej dzielności morskiej, ale funkcjonowały względnie dobrze, szczególnie po obniżeniu środka ciężkości. Typowy LSD posiadał 4270 (z pełnym obciążeniem 7950) t wyporności, miał 139,5 m długości, 22 m szerokości i 5,3 m zanurzenia. Maksymalną prędkość 17,5 w. zapewniały dwie turbiny o mocy 8203 kW. Ładowność: 2-3 LCT wraz z obsługą i 663 żołnierzy. Załoga własna liczyła 254 marynarzy i oficerów.

## Pojazdy drugiego rzutu i wsparcia

### LCT(1) – LCT(4)

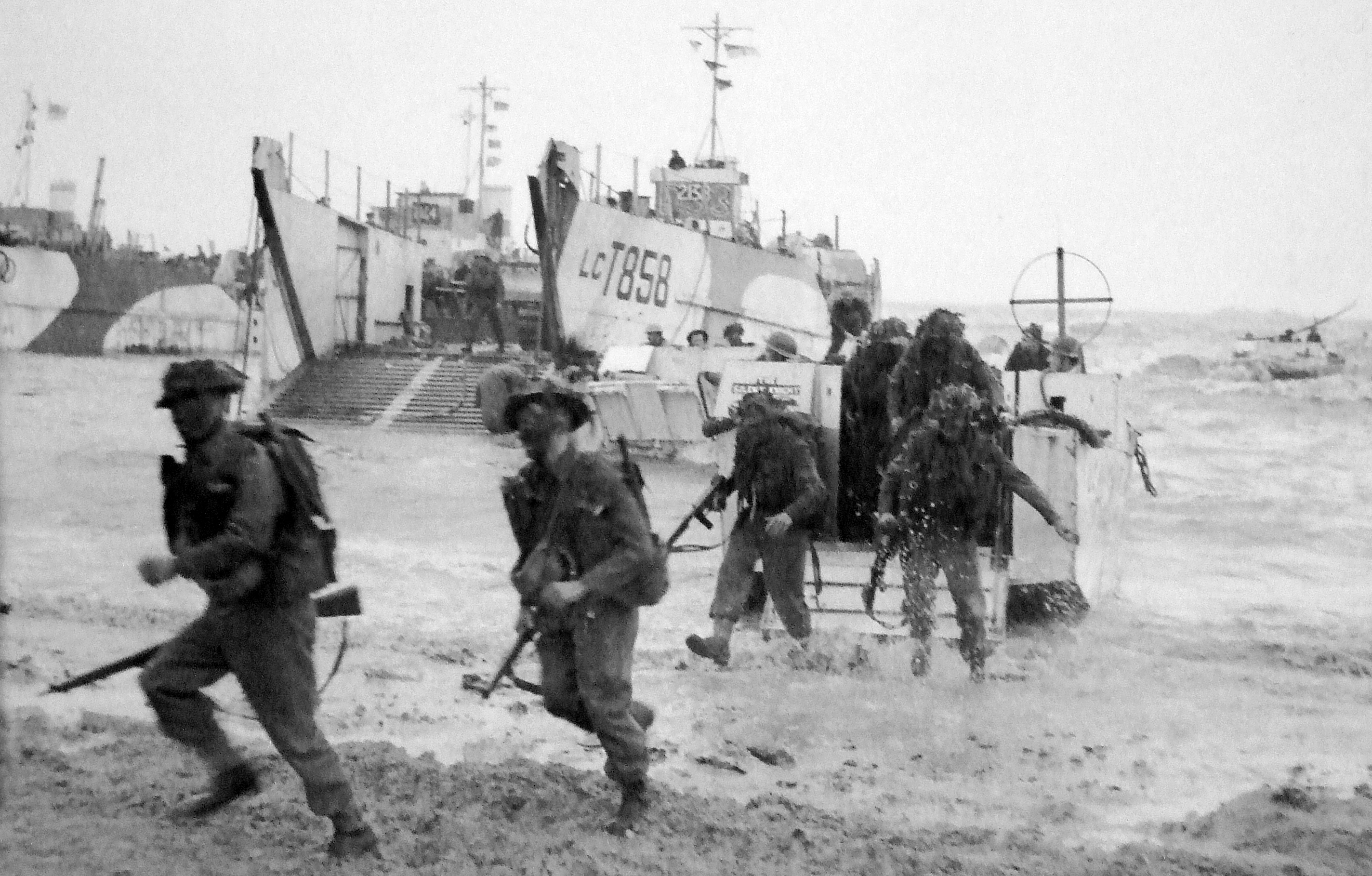
Wyładunek żołnierzy z LCA na Plaży Gold w Normandii; w głębi barki desantowe LCT(6)

Wśród środków desantowych drugiego rzutu na szczególną uwagę zasługują barki do przewozu czołgów i innych pojazdów (ang. Landing Craft, Tank). Pierwsze modele LCT niewiele różniły się między sobą. Pomysł zrodził się jeszcze przed wojną, ale prawdziwym impulsem do działania stała się nauczka odebrana przez Brytyjczyków pod Dunkierką, kiedy to na francuskich plażach zostały dziesiątki brytyjskich czołgów bardzo potrzebnych w kraju. Churchill polecił natychmiastowe opracowanie jednostki, która będzie w stanie wysadzić na (lub zabrać z) plaży trzy 40-tonowe czołgi. W ten sposób powstała brytyjska barka desantowa LCT(1), która w niewiele zmienionym kształcie przetrwała niemal do naszych czasów. Miejsce dla czołgów było otoczone z dołu i z obu boków zbiornikami paliwa, wyposażenia i uzbrojenia. Od góry czołgi nie były niczym osłonięte, co z czasem naprawiono rozciągając brezentowy dach. Przednia brama-rampa, nie była wodoszczelna, więc zabezpieczono ją drugą parą wodoszczelnych drzwi.
Napęd LCT(1) zapewniały dwa silniki benzynowe Hall-Scott, zapewniając prędkość 10 węzłów. Wyporność wynosiła 372 tony, długość 46,3 m, wyprodukowano ich 30. Podobną serią była LCT(2), po czym powstały powiększone LCT(3) i LCT(4), o wyporności sięgającej 640 ton i długości 57–58,5 m. Barki budowano na lądzie (w fabrykach samochodów lub wagonów) w czterech (a następnie pięciu) sekcjach, które dostarczano do składania w stoczniach. LCT(4) były zdolne do przetransportowania 6 ciężkich lub 9 średnich 30-tonowych czołgów. Zanurzenie wczesnych brytyjskich LCD sięgało od 1,3 do 1,6 metra. Uzbrojenie LCT(4) stanowiły 2 20-mm działka przeciwlotnicze Oerlikon.

### LCT(5) – LCT(8)

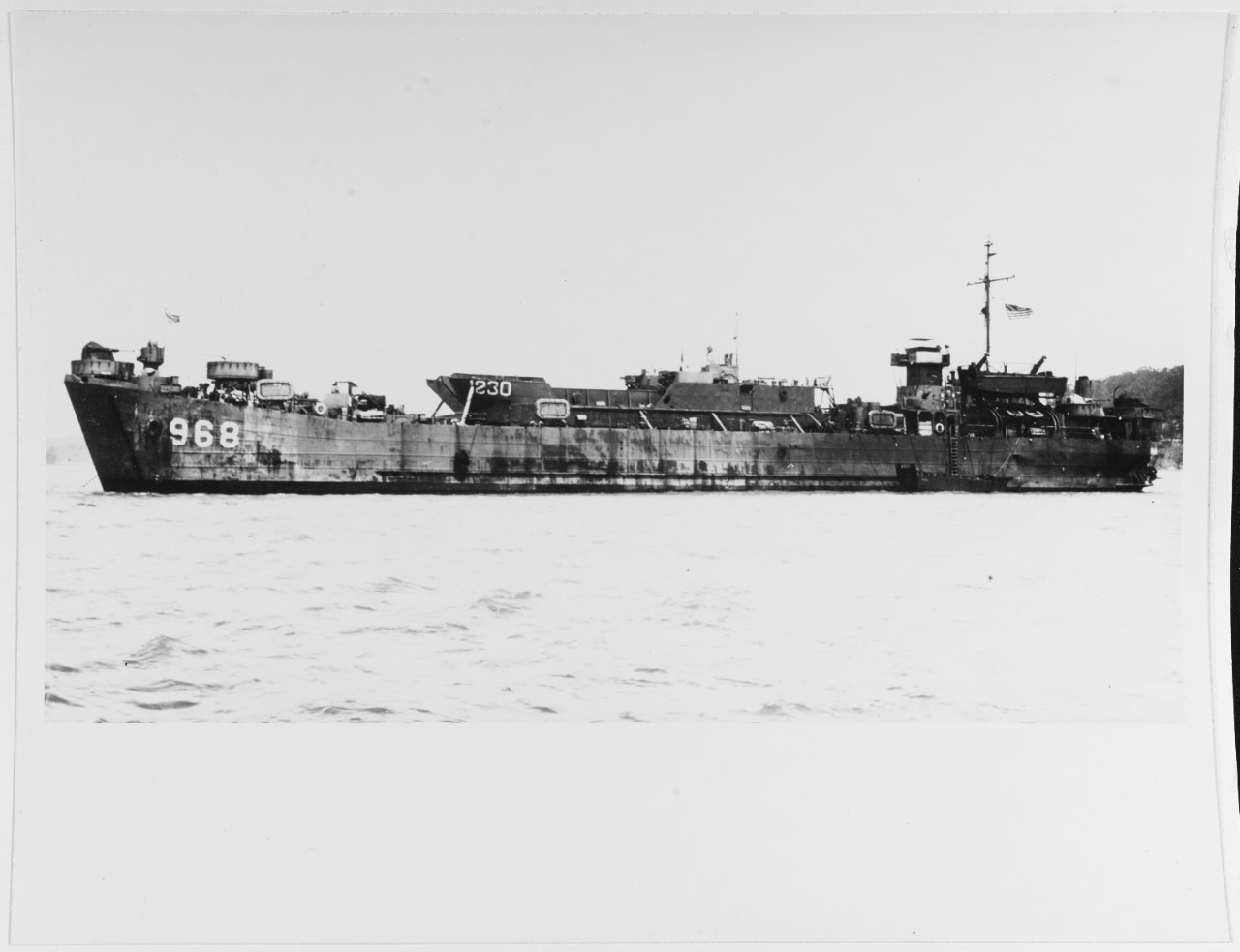
Okręt desantowy LST-968 przenoszący barkę LCT-1230

Dalszy rozwój barek desantowych do przewozu czołgów musi być omówiony osobno, bowiem z biegiem wojny zmieniła się koncepcja LCT. Przede wszystkim miała to być jednostka na tyle płaskodenna i szeroka, by mogła dopływać bezpośrednio do samej plaży. Po drugie, poprzez zastosowanie drugich wrót na rufie, jednostka mogła stać się (jako niby-pirs) elementem tymczasowego portu. Po trzecie wreszcie, poprzez obniżenie jednej z burt i utworzeniu w tym miejscu rampy załadowczo-rozładowczej, zwiększały się możliwości operacyjne w takim prowizorycznym porcie.
Skonstruowany na zamówienie brytyjskie amerykański LCT(5) o długości 34,8 mm, wyporności 283 t i bez bramy rufowej był zdolny do przewozu 4 czołgów średnich lub 3 ciężkich; powstało ich 500 sztuk. Nieco powiększony LCT(6) natomiast posiadał tylną rampę, umożliwiającą przejazd przezeń czołgów z okrętu LST; zbudowano ich 965. Oba typy jednostek były mniejsze, niż poprzednie, co wiązało się z tym, że mogły być transportowane na górnym pokładzie okrętu desantowego LST i zrzucane na wodę przed załadowaniem na nie personelu i techniki wojskowej. Lądowały one bezpośrednio na plaży, co nie było bez znaczenia podczas lądowania w Normandii. LCT(7) było początkowym oznaczeniem szybszego okrętu desantowego zdolnego do pełnomorskich podróży, oznaczonego ostatecznie LSM (Landing Ship Medium – okręt desantowy średni), o wyporności 520–1095 ton, długości 62 m i zdolności do przewozu 3 czołgów ciężkich lub 5 średnich. LCT(8) był powiększonym brytyjskim projektem (810 ton), lecz nie weszły do służby operacyjnej przed końcem wojny. Do końca wojny zbudowano ponad 4000 LCT wszystkich typów.

### LCI(L) i LCI(S)
W 1942 roku pojawiły się – niemal równolegle – dwa typy jednostek amfibijnych. Były to Duża Barka Desantowa Piechoty (ang.: Landing Craft, Infantry (Large), w skrócie LCI(L)) i Mała Barka Desantowa Piechoty (ang.: Landing Craft, Infantry (Small), w skrócie LCI(S)). Pod względem liczby przewożonych żołnierzy różniły się nieznacznie: LCI(L) mógł ich zabrać 210, LCI(S) 200. Rzeczywista natomiast różnica polegała na konstrukcji dna w części dziobowej, które w wersji „małej” zbudowano całkowicie ze wzmocnionej stali tak, by barka mogła docierać jak najbliżej plaży (w wersji dużej nadal była to konstrukcja drewniana obita blachą stalową).
Drugą istotną różnicę stanowił system dostarczania piechoty na plażę: w wersji „małej” przez dziobową bramę, w wersji „dużej” przez dwie lub cztery kładki opuszczane po obu stronach dziobu. Brytyjczycy zamówili ponadto przedziały ładunkowe dla 12 rowerów. Uzbrojenie obu typów jednostek było podobne i składało się z 5-6 kaemów przeciwlotniczych. Rozwijana prędkość – jak na jednostki desantowe – była dość duża – od 14 do 15 węzłów.

### LCF i LCS

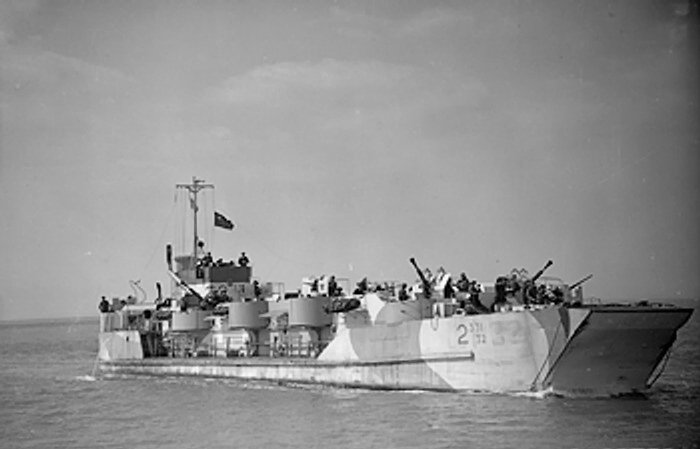
Barka przeciwlotnicza LCF w akcji

Nie wszystkie jednostki desantowe służyły do dostarczania w miejsca desantu ludzi i uzbrojenia. Były i takie, które spełniały rolę przybrzeżnych okrętów wojennych. Należały do nich przede wszystkim Barki Desantowe Przeciwlotnicze (ang.: Landing Craft, Flak, w skrócie LCF) i Barki Desantowe Wsparcia (ang.: Landing Craft, Support, w skrócie LCS), które mogły operować bardzo blisko brzegu udzielając bezpośredniej pomocy walczącym na plażach żołnierzom. Takie wsparcie skutecznie wypełniało lukę pomiędzy idącą w głąb lądu nawałą ogniową z okrętów a pierwszą linią posuwających się w głąb plaży piechurów.
Generalnie LCF i LCS były odpowiednio przebudowanymi jednostkami kilku typów LCT, z tym, że nad ładownią do przewozu czołgów zbudowano dodatkowy pokład, a bramę dziobową zaślepiono. Uzbrojenie było różne, czasami w zależne od inwencji dowódcy flotylli inwazyjnej lub nawet samych załóg. Różnica polegała na tym, że LCF zapewniały (głównie) wsparcie przeciwlotnicze, zaś LCS działały przeciwko celom naziemnym i nawodnym dysponując – prócz broni maszynowej – działami kalibru 75, a nawet 120 mm.

### LCG i LCT(R)
Amfibijne pojazdy wsparcia uzupełniały jeszcze dwa typy jednostek: Barka Desantowa Artyleryjska (ang.: Landing Craft, Gun, w skrócie LCG) oraz Barka Desantowa Rakietowa (ang.: Landing Craft, Tank (Rocket), w skrócie LCT(R)). Budowano je na tych samych kadłubach co LCF, z tym, że uzbrojenie przeciwlotnicze zamieniano na dość silne artyleryjskie (np. działa 120 mm ze starych niszczycieli) lub wyrzutnie niekierowanych pocisków rakietowych. LCT(R) mógł zmieścić w dwóch wyrzutniach burtowych tysiąc rakiet, wystrzeliwanych w 24 salwach. Pole rażenia jednej salwy wynosiło 685 × 145 m, jej masa wynosiła 1,7 tony, a zasięg 3,2 km. Wyrzutnie rakietowe nie były przeładowywane w czasie akcji na nowo (trwałoby to zbyt długo), więc po wystrzeleniu ostatniej salwy barka zaczynała działać jako prom pomiędzy okrętami desantowymi a barkami desantowymi. W czasie wojny zbudowano 23 takie okręty na Pacyfiku i 10 w Europie.

## Podsumowanie

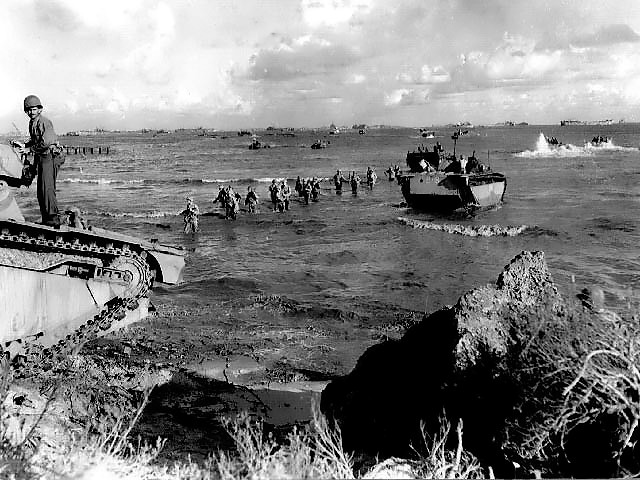
Operacja desantowa na wyspie Tinian

Z powyższych opisów wynika, że chociaż nad pojazdami desantowymi pracowano w przyszłych krajach alianckich na długo przed wybuchem II wojny światowej, to dopiero straty, jakich doznali Brytyjczycy na plażach Dunkierki, przyczynił się do gwałtownego wzrostu zainteresowania tego typu jednostkami i złożenia licznych zamówień w USA w ramach umowy Lend-Lease. To z kolei – wraz ze wzrastającą świadomością zbliżającego się wybuchu wojny z Japonią – kazało Amerykanom myśleć o zapewnieniu sobie właściwych środków bojowych dla opanowania wyspiarskich terytoriów, gdyby znalazły się one w rękach wroga. W rzeczywistości, nim doszło do ataku na Pearl Harbor 7 grudnia 1941 roku, amerykańscy konstruktorzy posiadali już niebagatelne doświadczenie w budowie podstawowych typów okrętów, pojazdów i barek desantowych. W sumie zbudowano kilkadziesiąt tysięcy okrętów i barek wszelkiego typu, przy czym co najmniej kilka tysięcy (często wraz z załogami) stracono. Najmniejsze pojazdy – takie jak Weasel – obsługiwało zaledwie 3 ludzi, większe barki 4-5, jednostki wsparcia nawet do 50, zaś okręty desantowe od 100 do ponad 300 ludzi. Byli oni członkami US Navy i Home Fleet, ale traktowano ich jak marynarzy drugiej kategorii, choć narażali swe życie na równi z piechurami atakujących plaże oddziałów. Według różnych danych w czasie wojny poległo lub zostało rannych od 40 do 48 tysięcy spośród nich.
Uwaga:
w terminologii anglojęzycznej przyjęto terminy „pojazd lądujący” (ang.: landing craft) oraz „pojazd amfibijny” (ang.: amphibious craft), co w języku polskim nie odzwierciedla rzeczywistego przeznaczenia jednostek. Sprzeciw budzi przede wszystkim określenie „amfibijny”, bowiem jedynie trzy pojazdy – DUKW, „amtrac” i „Weasel” – były pojazdami ziemno-wodnymi. W polskiej terminologii jednostkom tym odpowiada określenie „barka” lub „kuter”, aczkolwiek kilka jednostek typu LCI(L), które służyły w polskiej Marynarce Wojennej po wojnie (zob. polskie okręty desantowe), było klasyfikowanych jako okręty desantowe.

### Udział w wojnie

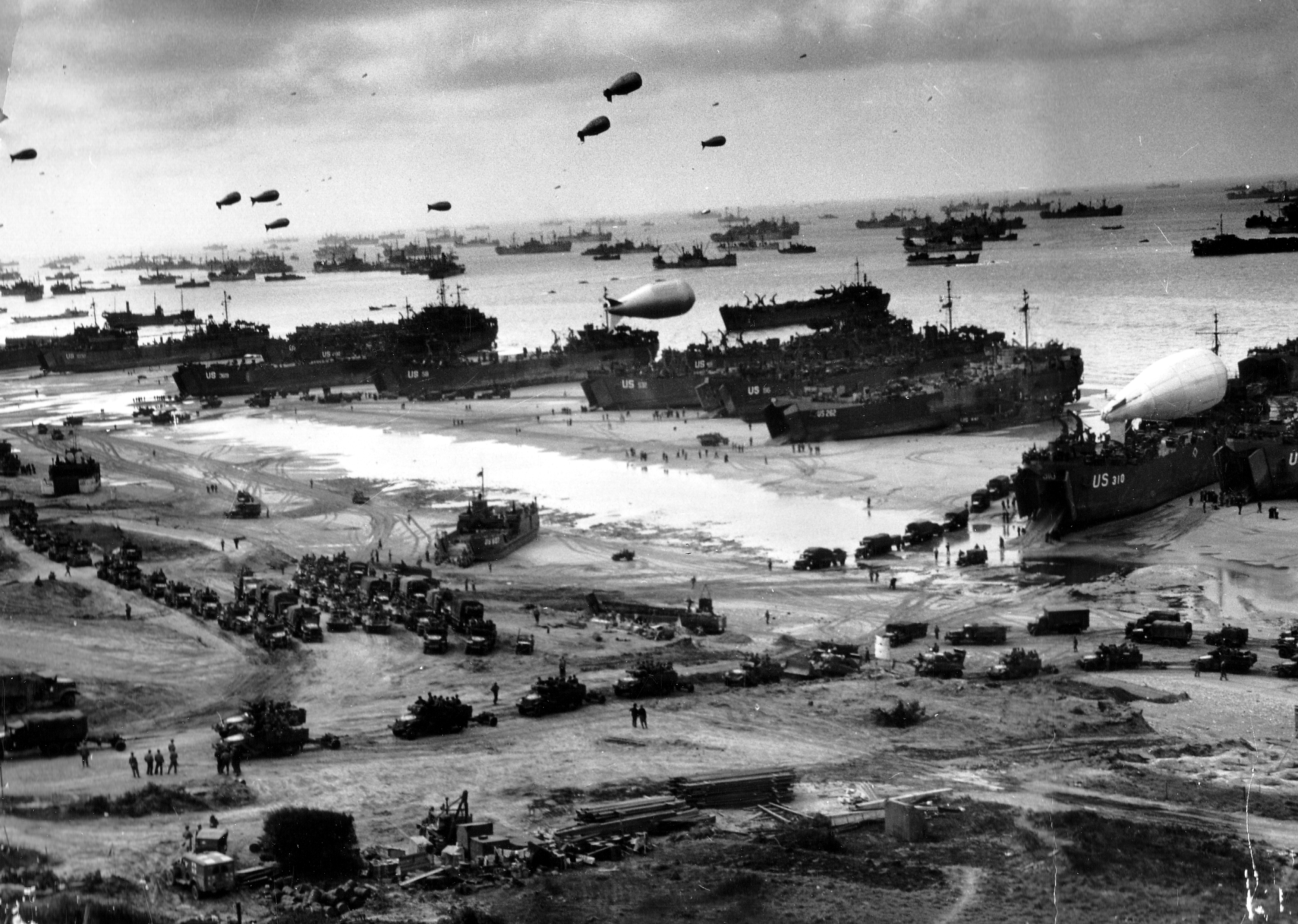
Lądowanie w Normandii – amerykańskie okręty desantowe LST u brzegu

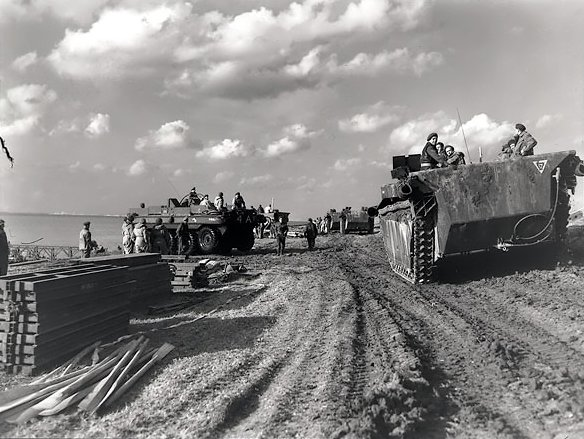
Amtraki (odmiana Aligator) i brytyjskie pojazdy Terrapin nad Skaldą w październiku 1944 r.

Alianckie jednostki desantowe były obecne wszędzie tam, gdzie pojawiały się przeszkody wodne, bez pokonania których osiągnięcie przewagi nad wrogiem nie byłoby możliwe. Na froncie zachodnim pierwsze ich zastosowanie (a zarazem próba generalna) na większą skalę miało miejsce 19 sierpnia 1942 roku podczas rajdu na Dieppe, gdzie do wysadzenia desantu użyto 9 LCI i 10 LCT, nie licząc 179 innych (cywilnych) barek i łodzi. W tym samym czasie (7 sierpnia) Amerykanie zapoczątkowali ofensywę na Pacyfiku wysadzając – pomyślnie – desant na wyspie Guadalcanal. Odtąd, aż do ostatniego desantu (dokonanego już po kapitulacji, a więc przy braku oporu przeciwnika) na Wyspach Japońskich, wszystkie operacje militarne tego teatru działań rozpoczynały się lądowaniem jednostek desantowych. Podobnie (Operacja Torch) rozpoczęły się działania wojsk amerykańskich w Afryce północnej, na Sycylii, we Włoszech i południowej Francji, a nawet na dalekim Madagaskarze.
Największą jednak operacją desantową wszech czasów była Operacja Overlord, kiedy to na plaże Normandii skierowano 224 jednostki transportowe i 4012 jednostek desantowych wszystkich typów. Tej wielkiej armadzie lądującej wsparcia udzielała flota w składzie: 6 pancerników, 2 monitory, 22 krążowniki, 93 niszczyciele oraz ponad 950 mniejszych jednostek.
Mało znane jest wykorzystanie jednostek desantowych podczas walk lądowych na kontynencie europejskim, w tym zwłaszcza w Holandii (np. desant na wyspie Walcheren u ujścia Skaldy) i w basenie Morza Egejskiego, gdzie odbierano Niemcom poszczególne wyspy i wysadzano desanty w Grecji (pod Koryntem i Patras).
Wielka armada pojazdów amfibijnych, jaka powstała w latach 1942-1945, nie spełniała warunków żadnych przepisów budownictwa okrętowego sprzed wojny. Te jednostki nie miały być bezpieczne i wygodne – miały dostarczyć wojsko i uzbrojenie do miejsc wybranego lądowania, zapewnić temuż wojsku niezbędne zaopatrzenie i wsparcie – zarówno logistyczne, jak i zbrojne. Zgodnie ze słowami gen. Thomasa Holcomba „Ta pstra (ang. motley) armada nie mogła wygrać i nie wygrała wojny, ale wojna bez niej wygrana być nie mogła”.
| Wyprodukowane środki desantowe    | Wyprodukowane środki desantowe |
| Pojazdy uderzeniowe               | Pojazdy uderzeniowe            |
| --------------------------------- | ------------------------------ |
| LVT(1-4) Amtrac                   | 14 000+                        |
| LCVP                              | 20 000+                        |
| LCM(1-7)                          | 12 000                         |
| DD Sherman                        | 550                            |
| M29C Weasel                       | 8000                           |
| Okręty desantowe                  |                                |
| LSH i AGC                         | 60                             |
| LSI(L/M)/AP-APD                   | 95                             |
| LST                               | 1077                           |
| LSD                               | 27                             |
| Pojazdy drugiego rzutu i wsparcia |                                |
| LCT(1-4)                          | 2 300+                         |
| LCT(5-8)                          | 1 700+                         |
| LCI(L) i LCI(S)                   | 12 000+                        |
| LCF i LCS                         | 33                             |
| LCG i LCT(R)                      | 624                            |